# Хмельницкое (Красногвардейский район)
Хмельни́цкое (до 1948 года Коге́н-Джалга́; укр. Хмельницьке, крымскотат. Kögen Cılğa, Коген Джылгъа) — исчезнувшее село в Красногвардейском районе Республики Крым, располагавшееся на юго-западе района, в степной части Крыма, примерно в 2—2,5 км к северу от села Новоивановка.

## История
Немецкий лютеранский хутор Коген-Джалга (у деревни Когенлы, называвшийся также Когенча-Джулга, Когенджелга), возник, вероятно, в начале XX века, так как в «…Памятной книжке Таврической губернии на 1900 год» ещё не числится, а в Статистическом справочнике Таврической губернии. Ч.II-я. Статистический очерк, выпуск пятый Перекопский уезд, 1915 год, в экономии Когенча-Джулга Бютеньской волости Перекопского уезда числился 1 двор с немецким населением без приписных жителей, но с 35 «посторонними», которое к 1918 году сократилось до 10 человек.
После установления в Крыму Советской власти и учреждения 18 октября 1921 года Крымской АССР, в составе Симферопольского уезда был образован Биюк-Онларский район, в состав которого включили село. В 1922 году уезды получили название округов. 11 октября 1923 года, согласно постановлению ВЦИК, в административное деление Крымской АССР были внесены изменения, в результате которых был ликвидирован Биюк-Онларский район и село включили в состав Симферопольского. Согласно Списку населённых пунктов Крымской АССР по Всесоюзной переписи 17 декабря 1926 года, в селе Коген-Джилга, Биюк-Онларского сельсовета Симферопольского района, числилось 14 дворов, все крестьянские, население составляло 71 человек, из них 51 русский, 11 немцев, 1 украинец, 8 записаны в графе «прочие». Постановлением КрымЦИКа от 15 сентября 1930 года был вновь создан Биюк-Онларский район (указом Президиума Верховного Совета РСФСР № 621/6 от 14 декабря 1944 года переименованный в Октябрьский), теперь как немецкий национальный (лишённый статуса национального постановлением Оргбюро ЦК КПСС от 20 февраля 1939 года) и село включили в его состав. Вскоре после начала Великой Отечественной войны, 18 августа 1941 года крымские немцы были выселены — сначала в Ставропольский край, а затем в Сибирь и северный Казахстан.
После освобождения Крыма от фашистов в апреле, 12 августа 1944 года было принято постановление № ГОКО-6372с «О переселении колхозников в районы Крыма», по которому в район из Винницкой и Киевской областей переселялись семьи колхозников, а в начале 1950-х годов последовала вторая волна переселенцев из различных областей Украины. С 25 июня 1946 года Коген-Джилга в составе Крымской области РСФСР. Указом Президиума Верховного Совета РСФСР от 18 мая 1948 года Коген-Джалгу переименовали в Хмельницкое. 26 апреля 1954 года Крымская область была передана из состава РСФСР в состав УССР. Время включения в Амурский сельсовет пока не установлено: на 15 июня 1960 года село уже числилось в его составе. Указом Президиума Верховного Совета УССР «Об укрупнении сельских районов Крымской области» от 30 декабря 1962 года Хмельницкое включили в состав Красногвардейского района. Ликвидировано, как село Красногвардейского района, то есть после 1962 и до 1968 года (согласно справочнику «Крымская область. Административно-территориальное деление на 1 января 1968 года» — с 1954 по 1968 годы).